# CRヱヴァンゲリヲン8
『CRヱヴァンゲリヲン8』は、ビスティが製造し、フィールズが2013年07月に発売したパチンコ機である。 『CRヱヴァンゲリヲン7』の後継機にあたる。本作の続編として、2014年12月より『CRヱヴァンゲリヲン9』が登場した。

## 概要
エヴァパチンコシリーズの8作目。今作は8個保留「Limit 8」によって、17系統もの先読み演出を搭載しており、より多彩な予告演出を楽しめるようになっている。
また、今作は、シリーズ初のバトルタイプとなっている。出玉のカギを握る確変の「BATTLE MODE」は、バトル演出の異なる「AVERAGE MODE」と「EXTREME MODE」から選択可能。「AVERAGE MODE」は懐かしの使徒とのバトルが展開し、対戦する使徒によって勝利期待度にほとんど差がない点が特徴。一方、「EXTREME MODE」は新劇場版で登場する使徒とのバトルが展開し、対戦相手が第10使徒以外ならチャンスとなる。確変後、条件(確変中に使徒を9体殲滅)を満たすことにより「PREMIUM MODE」に変化する。「PREMIUM MODE」での演出は、エヴァ3機vs第10使徒。
| バトル演出              | 敵                    | 勝率 |
| ----------------------- | --------------------- | ---- |
| 最終防衛ライン          | 第7使徒イスラフェル   | 50%  |
| 海中決戦                | 第6使徒ガギエル       | 60%  |
| マグマダイバー          | 第8使徒サンダルフォン | 60%  |
| 衛星軌道上 超長距離射撃 | 第15使徒アラエル      | 80%  |

| バトル演出 | 勝率 |
| ---------- | ---- |
| 第10使徒   | 30%  |
| 第9使徒    | 60%  |
| 第4使徒    | 70%  |
| 第6使徒    | 80%  |

### 役物
- 使徒殲滅時の十字
- 初号機咆哮
- エヴァンゲリオンマーク
- コアフラッシュ

## 収録楽曲
残酷な天使のテーゼ（Director's Edit. Version）
歌：高橋洋子
作詞：及川眠子、作曲：佐藤英敏、編曲：大森俊之
魂のルフラン
歌：高橋洋子
作詞：及川眠子、作曲・編曲：大森俊之
心よ原始に戻れ
歌：高橋洋子
作詞：及川眠子、作曲：佐藤英敏、編曲：大森俊之
Komm, süsser Tod/甘き死よ、来たれ
歌：ARIANNE
日本語原詩：庵野秀明、英訳：Mike WYZGOWSKI、作曲・編曲：鷺巣詩郎
集結の園へ
歌：林原めぐみ
作詞：MEGUMI、作曲・編曲：たかはしごう
集結の運命
歌：林原めぐみ
作詞：MEGUMI、作曲・編曲：鷺巣詩郎
初号機必殺演出時が起こったラウンド中に流れる。
暫し空に祈りて
歌：高橋洋子
作詞：及川眠子、作曲・編曲：大森俊之
「PREMIUM MODE」で流れ続ける。